# Rio Cumpăna
O Rio Cumpăna é um rio da Romênia, afluente do Argeş, localizado no distrito de Argeş.